# Juan Musso
Juan Agustín Musso (San Nicolás, Provincia de Buenos Aires, 6 de mayo de 1994) es un futbolista argentino que juega como portero en el Club Atlético de Madrid de la Primera División de España. Es internacional con la selección argentina.

## Trayectoria

### Club de Regatas San Nicolás (inferiores)
Se formó en las divisiones inferiores del Club de Regatas San Nicolás, pasando a préstamo al Club Atlético y Social Defensores de Belgrano de Villa Ramallo, donde obtuvo el campeonato local con tan solo 16 años. En la final, detuvo 3 de 5 disparos en la definición por penales.

### Racing Club
En 2012 pasó a Racing Club de Avellaneda. Dos años más tarde, redondeó uno de los mejores años de su carrera ya que logró el subcampeonato en el Torneo de Inferiores –donde convirtió un gol en la última fecha contra el Club de Gimnasia y Esgrima La Plata de penal– y el título en el Torneo de Transición de Primera División luego de 13 años.
Su debut se produjo ante el Club Atlético San Martín, por la Copa Amistad, en un encuentro que finalizó en empate a 0 y donde Racing Club cayó por 5 a 4 en la definición por penales, habiendo él fallado la quinta ejecución de su equipo
Debutó oficialmente, reemplazando a Agustín Orión, el 27 de mayo de 2017 en la victoria 2-1 frente al Club Atlético San Lorenzo de Almagro, donde tuvo una buena actuación, atajando tres situaciones claras del rival y solo recibió un gol.

### Italia
En julio de 2018 dio el salto a Europa y se convirtió en jugador del Udinese Calcio de la Serie A de Italia a cambio de 4,5 millones de dólares limpios. Allí coincidiría con los también argentinos Rodrigo de Paul e Ignacio Pussetto.
El 2 de julio de 2021 se confirmó su traspaso al Atalanta Bergamasca Calcio, firmando un contrato que lo vincularía al club hasta junio de 2025 por 21 millones de dólares.

España
El 10 de agosto de 2024, Juan Musso fue cedido por el Atalanta al Atlético de Madrid por una temporada, con opción de compra. Su llegada respondió a la necesidad del club rojiblanco de contar con un guardameta de garantías que compitiera con el esloveno Jan Oblak. Durante la temporada 2024-25, Musso disputó nueve partidos oficiales: dos en Primera División y siete en la Copa del Rey, competición en la que fue titular en todas las eliminatorias hasta semifinales, dejando la portería a cero en seis encuentros. Su actuación más destacada fue en la victoria frente al Athletic Club en San Mamés, donde detuvo un penalti en la tanda que clasificó al equipo madrileño para la final.
Gracias a su rendimiento, el Atlético de Madrid ejerció la opción de compra en junio de 2025, firmando un contrato con Musso hasta 2028. La operación fue confirmada oficialmente por el club el 10 de junio de ese año.
Aunque Oblak continúa siendo el portero titular en Liga y competiciones europeas, Musso ha sido valorado por el cuerpo técnico como un arquero fiable, con buena capacidad de reacción y seguridad en el juego aéreo. Su experiencia en el fútbol europeo y su rol dentro del vestuario han reforzado la competencia en la portería del conjunto colchonero.

## Selección nacional
Formó parte de la selección de Argentina sub-20 campeona del torneo amistoso Cuatro Naciones disputado en La Serena, Chile, en preparación para el Campeonato Sudamericano Sub-20 de 2013, y de la Selección Sub-20 que disputó el Sudamericano en Mendoza.

### Participaciones en Copas América
| Torneo            | Sede   | Resultado    | Partidos | Goles |
| ----------------- | ------ | ------------ | -------- | ----- |
| Copa América 2019 | Brasil | Tercer lugar | 0        | 0     |
| Copa América 2021 | Brasil | Campeón      | 0        | 0     |

### Participaciones en Copa de Campeones Conmebol-UEFA
| Torneo           | Sede       | Resultado | Partidos | Goles |
| ---------------- | ---------- | --------- | -------- | ----- |
| Finalissima 2022 | Inglaterra | Campeón   | 0        | 0     |

## Estadísticas

### Clubes
| Club                        | Div.                | Temporada           | Liga  | Liga  | Liga | Copas nacionales(1) | Copas nacionales(1) | Copas nacionales(1) | Torneos internacionales(2) | Torneos internacionales(2) | Torneos internacionales(2) | Total(3) | Total(3) | Total(3) |
| Club                        | Div.                | Temporada           | Part. | Goles | V.I. | Part.               | Goles               | V.I.                | Part.                      | Goles                      | V.I.                       | Part.    | Goles    | V.I.     |
| --------------------------- | ------------------- | ------------------- | ----- | ----- | ---- | ------------------- | ------------------- | ------------------- | -------------------------- | -------------------------- | -------------------------- | -------- | -------- | -------- |
| Racing C. Argentina         | 1.ª                 | 2016-17             | 1     | 1     | 0    | —                   | —                   | —                   | —                          | —                          | —                          | 1        | 1        | 0        |
| Racing C. Argentina         | 1.ª                 | 2017-18             | 22    | 29    | 3    | 2                   | 5                   | 0                   | 11                         | 11                         | 3                          | 35       | 45       | 6        |
| Racing C. Argentina         | Total club          | Total club          | 23    | 30    | 3    | 2                   | 5                   | 0                   | 11                         | 11                         | 3                          | 36       | 46       | 6        |
| Udinese C. · Italia         | 1.ª                 | 2018-19             | 29    | 40    | 7    | —                   | —                   | —                   | —                          | —                          | —                          | 29       | 40       | 7        |
| Udinese C. · Italia         | 1.ª                 | 2019-20             | 38    | 51    | 14   | 1                   | 1                   | 0                   | —                          | —                          | —                          | 39       | 52       | 14       |
| Udinese C. · Italia         | 1.ª                 | 2020-21             | 35    | 51    | 8    | 1                   | 1                   | 0                   | —                          | —                          | —                          | 36       | 52       | 8        |
| Udinese C. · Italia         | Total club          | Total club          | 102   | 142   | 29   | 2                   | 2                   | 0                   | —                          | —                          | —                          | 104      | 144      | 29       |
| Atalanta B. C. · Italia     | 1.ª                 | 2021-22             | 33    | 42    | 8    | 2                   | 3                   | 1                   | 12                         | 19                         | 3                          | 47       | 64       | 12       |
| Atalanta B. C. · Italia     | 1.ª                 | 2022-23             | 25    | 27    | 8    | 2                   | 3                   | 0                   | —                          | —                          | —                          | 27       | 30       | 8        |
| Atalanta B. C. · Italia     | 1.ª                 | 2023-24             | 11    | 12    | 6    | 1                   | 1                   | 0                   | 12                         | 8                          | 5                          | 24       | 21       | 11       |
| Atalanta B. C. · Italia     | 1.ª                 | 2024                | 1     | 0     | 1    | -                   | -                   | -                   | 1                          | 2                          | 0                          | 2        | 2        | 1        |
| Atalanta B. C. · Italia     | Total club          | Total club          | 69    | 82    | 23   | 5                   | 7                   | 1                   | 25                         | 29                         | 8                          | 100      | 117      | 32       |
| Atlético de Madrid · España | 1.ª                 | 2024-25             | 2     | 0     | 2    | 7                   | 6                   | 4                   | —                          | —                          | —                          | 9        | 6        | 6        |
| Atlético de Madrid · España | Total club          | Total club          | 2     | 0     | 2    | 7                   | 6                   | 4                   | 0                          | 0                          | 0                          | 9        | 6        | 6        |
| Total en su carrera         | Total en su carrera | Total en su carrera | 196   | 253   | 57   | 16                  | 20                  | 5                   | 36                         | 40                         | 11                         | 248      | 313      | 73       |

## Palmarés

### Campeonatos nacionales
| Título           | Equipo    | Sede      | Año  |
| ---------------- | --------- | --------- | ---- |
| Primera División | Racing C. | Argentina | 2014 |

### Campeonatos internacionales
| Título                          | Equipo                 | Sede    | Año     |
| ------------------------------- | ---------------------- | ------- | ------- |
| Copa América                    | Selección de Argentina | Brasil  | 2021    |
| Copa de Campeones Conmebol-UEFA | Selección de Argentina | Londres | 2022    |
| UEFA Europa League              | Atalanta B. C.         | Dublín  | 2023-24 |